# Malkangiri
Malkangiri là một thị xã và là nơi đặt ủy ban khu vực quy hoạch (notified area committee) của quận Malkangiri thuộc bang Orissa, Ấn Độ.

## Nhân khẩu
Theo điều tra dân số năm 2001 của Ấn Độ, Malkangiri có dân số 23.110 người. Phái nam chiếm 52% tổng số dân và phái nữ chiếm 48%. Malkangiri có tỷ lệ 57% biết đọc biết viết, thấp hơn tỷ lệ trung bình toàn quốc là 59,5%: tỷ lệ cho phái nam là 65%, và tỷ lệ cho phái nữ là 48%. Tại Malkangiri, 15% dân số nhỏ hơn 6 tuổi.